# میلواکی جنوبی (ویسکانسین)
میلواکی جنوبی، ویسکانسین  (به انگلیسی: South Milwaukee) شهری در شهرستان میلواکی ایالت ویسکانسین است که در سال ۱۸۹۷ بنیان‌گذاری شده‌است. این شهر طبق سرشماری سال ۲۰۱۰ میلادی ۲۱٬۱۵۶ نفر جمعیت داشته‌است.